# Omochroa spurca
Omochroa spurca là một loài bướm đêm thuộc phân họ Arctiinae, họ Erebidae.